# Rue Tristan-Tzara
La rue Tristan-Tzara est une voie du 18e arrondissement de Paris, en France.

## Situation et accès
La rue Tristan-Tzara est une voie située dans le 18e arrondissement de Paris ; cette rue sinueuse  irrigue une partie de la zone d'aménagement concerté (ZAC) Évangile. Elle débute au 35, rue de l'Évangile, croise l'allée Rimski-Korsakov, allée piétonnière au niveau du n°10, là elle tourne à gauche et traverse la rue Tchaïkovski, longe le Jardin Rachmaninov et dépasse l'extrémité de la rue des Fillettes pour ensuite bifurquer à gauche où elle se termine en rejoignant la place Pierre-Mac-Orlan.

## Origine du nom
Elle porte le nom de l'écrivain français d'origine roumaine Samy Rosenstock dit Tristan Tzara (1896-1963), l'un des fondateurs du dadaïsme.

## Historique
La voie est créée dans le cadre de l'aménagement de la  ZAC Évangile sous le nom provisoire de « voie AJ/18 » et prend sa dénomination actuelle par arrêté municipal du 28 décembre 1987.

## Bâtiments remarquables et lieux de mémoire
- À l'angle de la rue de la Croix-Moreau, la chapelle des Quatre-Évangélistes, construite en 1988 et affectée à la paroisse orthodoxe bulgare Saint-Euthyme-de-Tarnovo[1].